# François Anthoine
Pour les articles homonymes, voir Anthoine.
François Paul Anthoine, né le 28 février 1860 au Mans et mort le 25 décembre 1944  à Paris, est un général français de la Première Guerre mondiale, grand-croix de la Légion d'honneur.

## Biographie
Il sert au Tonkin en 1885–1887 et joue un petit rôle au cours de l'affaire Dreyfus.
Le colonel Anthoine est chef de corps du 48e régiment d'artillerie de campagne de décembre 1909 à juin 1911. Il est ensuite désigné en qualité de membre du Comité technique d’état-major le 24 septembre 1911.
Au début des hostilités en août 1914, il devient chef d’état-major de la IIe Armée du général Édouard de Castelnau, à laquelle est rattaché le 20e corps d'armée du général Foch. Le 20 août 1914, il apprend qu'en contradiction avec un ordre d'arrêt envoyé la veille, Foch attaque engageant la bataille de Morhange qui se terminera vite sur un repli de toute l'armée. Dans les deux mois qui suivent, Foch, est promu deux fois et, en tant que commandant en chef adjoint de la zone nord, devient le supérieur de Castelnau. Lors d'une entrevue le 6 octobre 1914 à Breteuil, Foch s'oppose à la stratégie défensive de Castelnau. Foch impose brutalement sa solution et fait relever Anthoine. Il est remplacé par Duchêne qui était le chef d'état-major de Foch au 20e corps. 
Anthoine est nommé commandant de la 20e Division d'Infanterie dès le 8 octobre, poste qu'il occupe jusqu'au 10 septembre 1915 lorsqu'il reçoit le commandement du  10e Corps d'Armée.
Le 25 mars 1917, Anthoine reçoit le commandement de la IVe Armée, avec laquelle il participe à l'offensive Nivelle pour la bataille des monts de Champagne en avril et mai, puis de la Ire Armée le 15 juin 1917. Il participe à l'offensive des Flandres avec cette unité en octobre et novembre 1917, mais il est nommé chef d’état-major général des armées du Nord et Nord-Est le 23 décembre 1917.
Proche du général Pétain, il occupe ce poste jusqu'au 5 juillet 1918 lorsqu'il est limogé. Mis en disponibilité, il devient inspecteur-général des travaux de la zone des armées le 31 octobre 1918. Il est également commandant général des formations de prisonniers de guerre dans les régions libérées du 20 mars 1919 au 1er avril 1920 lorsqu'il est à nouveau mis en disponibilité.
Il préside la Commission d'études interarmes sur le harnachement du 28 décembre 1920 au 16 juin 1921 lorsqu'il passe au cadre de réserve.

## Grades
- Sous-lieutenant (1881)
- Lieutenant (1883)
- Capitaine (1889)
- Colonel (1908)
- Général de brigade (28 décembre 1913)
- Général de division (9 octobre 1914 à titre temporaire; 25 novembre 1915 à titre définitif)

## Décorations

### Décorations françaises
- Grand-croix de la Légion d'honneur (11 juillet 1934)[2]
  - Grand officier (16 juin 1920)
  - Commandeur (01 octobre 1916)
  - Officier (30 décembre 1914)
  - Chevalier (11 juillet 1896)
- Croix de guerre 1914–1918
- Médaille interalliée de la Victoire
- Médaille commémorative de l'expédition du Tonkin
- Médaille commémorative de la guerre 1914–1918

### Décorations étrangères
- Grand-croix de l'ordre de la Couronne ( Belgique)
- Croix de guerre ( Belgique)
- Grand officier de l'ordre des Saints-Maurice-et-Lazare ( Royaume d'Italie)

## Postes
- 24/09/1911: membre du Comité technique d'état-major.
- 02/08/1914: chef d'état-major de la  IIe Armée
- 08/10/1914: commandant de la  20e Division d'Infanterie
- 10/09/1915: commandant du  10e Corps d'Armée
- 25/03/1917: commandant de la  IVe Armée
- 15/06/1917: commandant de la  Ire Armée
- 23/12/1917: major général des armées du Nord et du Nord-Est
- 05/07/1918: en disponibilité.
- 31/10/1918: inspecteur général des travaux de la zone des armées.
- 20/03/1919: commandant général des formations de prisonniers de guerre dans les régions libérées.
- 01/04/1920: en disponibilité.
- 28/12/1920: président de la Commission d'études interarmes sur le harnachement.
- 16/06/1921: placé dans la section de réserve